# Marcel Buré
Pour les articles homonymes, voir Buré (homonymie).
Marcel Buré, de son nom complet, Marcel Ernest Pascal Léopold Buré, est un footballeur français né le 10 septembre 1897 à Dieppe (Seine-Maritime). Il évoluait au poste d'attaquant.

## Biographie
Il fut international français une seule fois, sans marquer de but. Il joua le 19 avril 1925 à Paris, contre l'Autriche, match se soldant par une défaite (0-4).
En club, il joua au Havre AC.